# Éclat (Préhistoire)
Pour les articles homonymes, voir Éclat (homonymie).

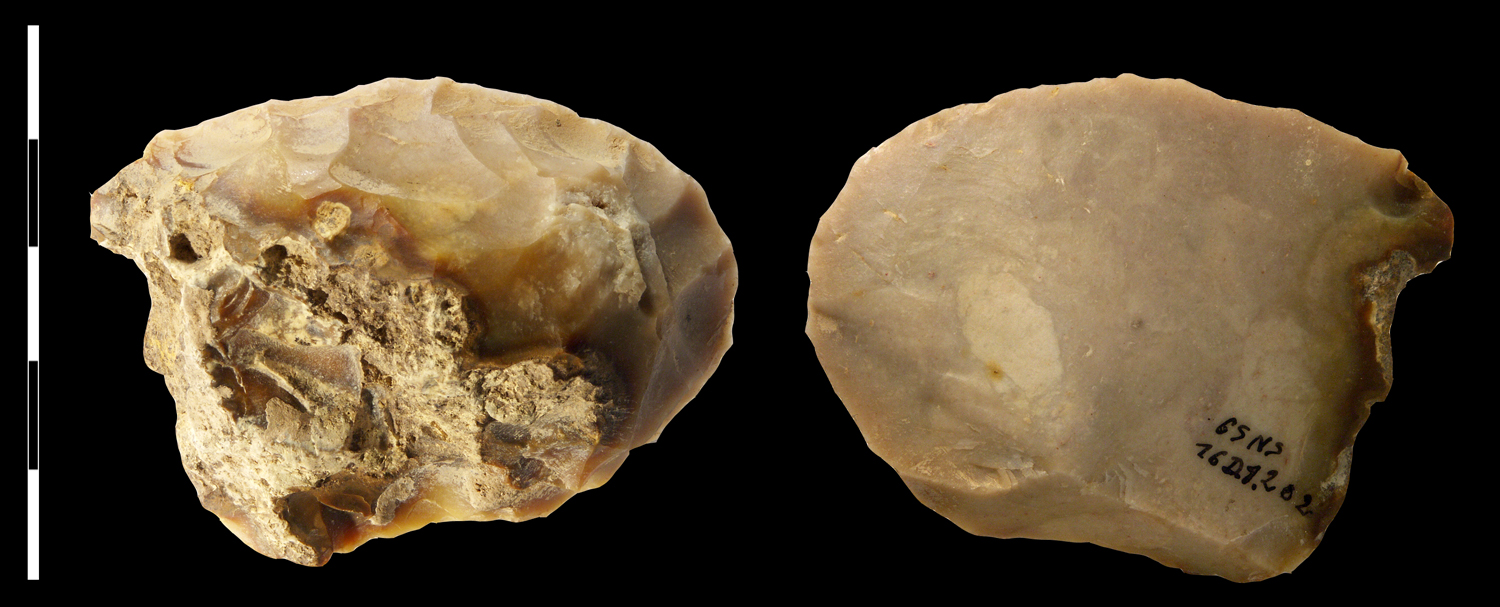
Racloir moustérien sur éclat de silex.

En archéologie et en particulier en technologie lithique, le terme éclat désigne un fragment de roche détaché intentionnellement d'un bloc par percussion ou par pression.
L'éclat est le produit recherché dans le cadre d'une méthode de débitage, comme la méthode Levallois par exemple. Il est en revanche un sous-produit dans le cadre d'une méthode de façonnage, lors de la réalisation de bifaces par exemple.

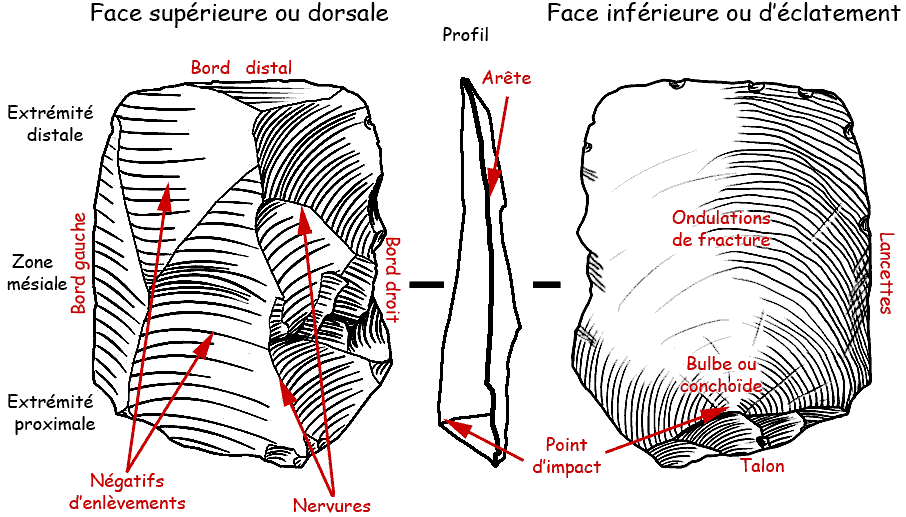
Éclat de silex

Les éclats obtenus par débitage peuvent être secondairement retouchés, modifiés sur un ou plusieurs de leurs bords pour obtenir des outils particuliers tels que les racloirs ou les grattoirs.
Les éclats fins et allongés, produits en série, sont appelés lames ou lamelles en fonction de leurs dimensions.